# Ad limina

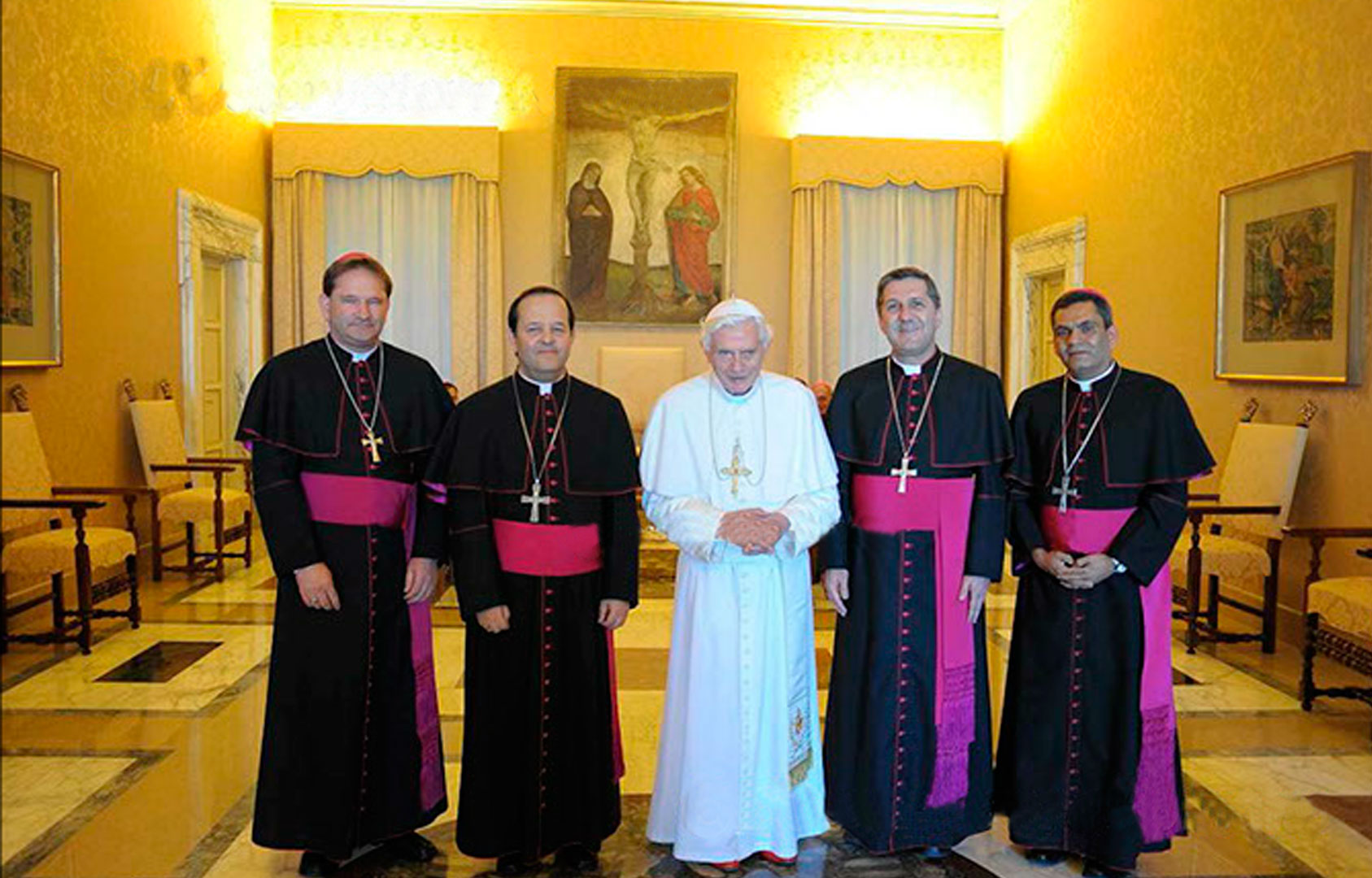
Ad limina biskupů z medellínské arcidiecéze u papeže Benedikta XVI.

Termínem návštěva Ad limina (latinsky Ad limina apostolorum, česky K prahům apoštolů) označujeme setkání, které každých pět let koná katolický biskup ve Vatikánu s papežem. Tato povinnost se týká diecézního biskupa a některých prelátů, kteří mají teritoriální jurisdikci (například územní opati). Návštěva zahrnuje návštěvu hrobů apoštolů sv. Petra a Pavla a setkání s papežem, kterému podávají zprávu o stavu své diecéze nebo územní prelatury.

## Historie
Tato povinnost byla zavedena v roce 1585 papežem Sixtem V. konstitucí Romanus Pontifex, která zavedla čtyři normy pro návštěvu Ad limina. 31. prosince 1909 papež Pius X. ustanovil konzistoriálním dekretem A remotissima, že od roku 1911 musí diecézní biskup každých 5 let podávat osobně papeži zprávu o stavu své diecéze.

## Právní vymezení
V současné době je povinnost návštěvy Ad limina stanovena pro latinskou církev Kodexem kanonického práva z roku 1983, kánony 399–400 a Kodexem kánonů východních církví z roku 1990, kánonem 208.